# Pholcus guineensis
Pholcus guineensis är en spindelart som beskrevs av Jacques Millot 1941. Pholcus guineensis ingår i släktet Pholcus och familjen dallerspindlar.
Artens utbredningsområde är Guinea. Inga underarter finns listade i Catalogue of Life.